# Andrzej Przyłębski

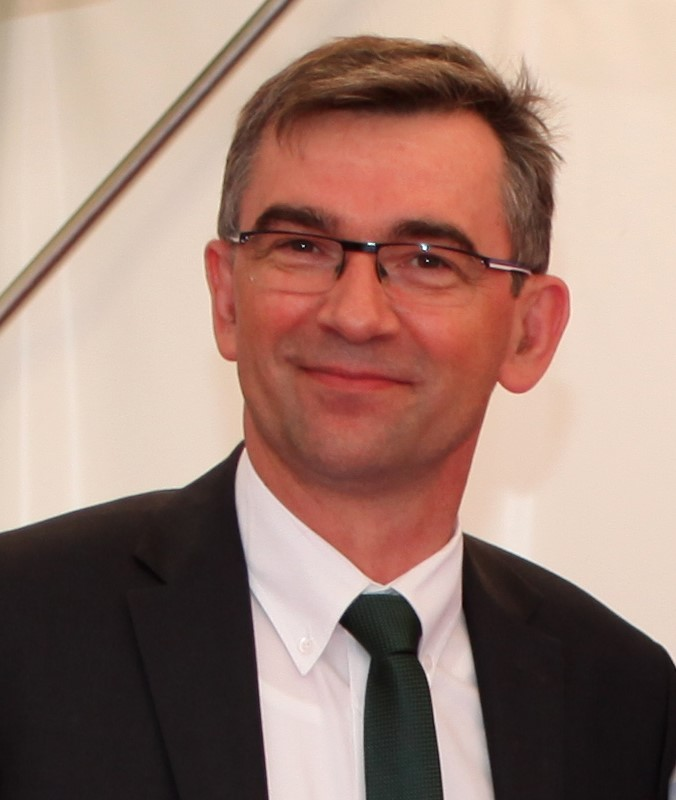
Andrzej Przyłębski (2017)

Andrzej Przyłębski (* 14. Mai 1958 in Chmielnik, Gemeinde Kramsk, Polen) ist ein polnischer Philosoph, Übersetzer, Kulturwissenschaftler und Diplomat. Er war von 2016 bis 2022 Botschafter der Republik Polen in der Bundesrepublik Deutschland.

## Werdegang
Nach dem Abitur am allgemeinbildenden Lyzeum in Koło studierte Przyłębski Philosophie und Sozialwissenschaften an der Adam-Mickiewicz-Universität Posen. Seine Magisterarbeit 1982 beschäftigte sich mit Martin Heidegger, seine Doktorarbeit 1987 mit dem in Wadowice geborenen Emil Lask.
Als Stipendiat der Alexander von Humboldt-Stiftung arbeitete er unter der Leitung von Hans-Georg Gadamer und Reiner Wiehl an  der Universität Heidelberg an der Habilitationsarbeit über die Badische Schule des Neukantianismus.
Als Stipendiat der Konferenz der Rektoren der deutschen Akademien der Wissenschaften in Berlin arbeitete er 1994 unter der Leitung von Volker Gerhardt an der Humboldt-Universität zu Berlin an der hermeneutischen Theorie der Geschichte. 1995 übersetzte er in Wien die „Philosophie des Geldes“ von Georg Simmel.
Von 1996 bis 2001 war er in Berlin als Kultur- und Wissenschaftsattaché der polnischen Botschaft tätig. Seit 2002 bekleidete er den Posten eines Professors an der Adam-Mickiewicz-Universität Posen.
2003 sowie 2006 bis 2007 war er Gast-Professor für Philosophie an der Technischen Universität Chemnitz.
Von 2004 bis 2010 war er stellvertretender Vorsitzender der Internationalen Hegel-Gesellschaft sowie Mitherausgeber des Hegel-Jahrbuchs. Von 2003 bis 2011 war er Mitglied des Komitees der Philosophischen Wissenschaften der polnischen Akademie der Wissenschaften.
Im November 2015 wurde er von Staatspräsident Andrzej Duda zum Mitglied des Nationalen Entwicklungsrates ernannt. Am 29. Juli 2016 wurde er als Nachfolger von Jerzy Margański zum Botschafter der Republik Polen in der Bundesrepublik Deutschland berufen. Dieses Amt legte er im Januar 2022 nieder. Ihm folgte Dariusz Pawłoś nach.
Andrzej Przyłębski ist mit Julia Przyłębska verheiratet. Sie ist Juristin und war u. a. an verschiedenen Gerichten als Richterin tätig. Am 21. Dezember 2016 wurde sie von Staatspräsident Andrzej Duda zur Vorsitzenden des Verfassungsgerichtshofes berufen.

### Verpflichtungserklärung
Am 3. März 2017 gab die Warschauer Presse bekannt, dass sich im Institut für Nationales Gedenken eine Aktensammlung über die Zusammenarbeit Przyłębskis mit dem polnischen Sicherheitsdienst befindet. Die Gazeta Wyborcza zeigte eine von ihm unterzeichnete Verpflichtung zur Zusammenarbeit unter dem Decknamen „Wolfgang“ mit dem Datum 9. Juni 1979. Andrzej Przyłębski bestätigte, dass er die Verpflichtung unterzeichnet habe, bestritt aber, dass er danach tatsächlich mit dem Sicherheitsdienst zusammengearbeitet habe. Am 25. August 2017 stellte
das Institut für Nationales Gedenken fest, dass kein Zweifel an der Wahrheit der durch den Botschafter abgegebenen Erklärung bestehe.

## Werke
- Sense, meaning and understanding. Wien: LIT, 2013
- Hermeneutische Philosophie als Wissenschaft. Rostock: Inst. für Philosophie, 2011
- Ethik im Lichte der Hermeneutik. Würzburg: Königshausen & Neumann, 2010
- Etyka w świetle hermeneutyki. Warszawa: Oficyna Naukowa, 2010
- Filozofia polityczna Hegla. Poznań: Campo dei Fiori, 2007
- Das Erbe Gadamers. Frankfurt am Main: Lang, 2006
- Gadamer. Warszawa: Wiedza Powszechna, 2006
- Między spekulacją a namysłem. Poznań: WNS UAM, 2006
- Religia, kultura, filozofia. Troeltsch, Ernst. Poznań: Wydawn. Poznańskie, 2006
- Dziedzictwo Gadamera. Poznań: Wydawn. Fundacji Humaniora, 2004
- Europas neue Einheit? Poznań: Verl. der Stiftung Humaniora, 2001
- Filozofia europejska w XX wieku. Poznań: Wydawn. Fundacji Humaniora, 1999
- Uniwersalny wymiar hermeneutyki. Poznań : Wydawn. Fundacji Humaniora, 1997
- W poszukiwaniu królewstwa filozofii. Poznań : Wydawn. Naukowe Uniw. Imienia Adama Mickiewicza, 1993
- Emila Laska logika filozofii. Poznań: Wydawn. Naukowe Uniw. Imienia Adama Mickiewicza, 1990